# Carlo Giovanni Testori
Carlo Giovanni Testori (Vercelli, 24 marzo 1714 – Vercelli, 20 maggio 1782) è stato un compositore, violinista e teorico musicale italiano.

## Biografia
Incominciò gli studi musicali probabilmente sotto la guida del padre, che era violinista e al contrappunto attraverso gli insegnamenti del canonico Giovanni Maria Brusasco, maestro di cappella del Duomo di Vercelli. In seguito si recò a Milano per lo studio del violino e della composizione. Ritornato a Vercelli, fu attivo come maestro di musica e professore di violino, dimostrando attitudine all’insegnamento e disponibilità al miglioramento delle conoscenze e della didattica a partire dalle obiezioni degli studenti.
Compose messe, mottetti e pagine strumentali. L’affermazione come maestro di cappella presso il Duomo di S. Eusebio, aggiunta alla biografia di Testori da parte di De-Gregory, non poggia su dati certi e verificabili, ma lo stesso musicista attesta una sua collaborazione con la Cappella Capitolare vercellese.
Pur non ottenendo un incarico istituzionale neppure presso il Teatro cittadino, Testori è indicato come “primo violinista” della città di Vercelli in due lettere scritte da Quirino Gasparini a Giovanni Battista Martini.
La sua fama è legata soprattutto al trattato di armonia La musica ragionata, edito a Vercelli da Giuseppe Panialis nel 1767. In questa e nelle opere successive (basate sulla teoria di Rameau), Testori compendia la trattatistica dei secoli XVII e XVIII, esponendo in forma di dialogo vivace ed arguto nozioni musicali.
Charles Burney, nel suo Viaggio musicale in Italia, riferisce di essersi fermato il 15 luglio 1770 a Vercelli per incontrare il Testori, con il quale ebbe "una gradevole conversazione". Il compositore Muzio Clementi e il celebre violinista Giovanni Battista Viotti studiarono armonia sui suoi trattati.

## Opere

### Composizioni musicali
Testori compose messe, vespri, mottetti (che allo stato attuale risultano perduti) e pagine strumentali. Tra queste ultime ne sono state rintracciate due:
Dodici trio a due violini e basso opera seconda
Sonatta cò dui mandolini e basso
Queste composizioni sono collocabili in quel gruppo di innumerevoli musiche della seconda metà del Settecento, scritte per fini didattici o per una cerchia di conoscenti, di modesta tecnica esecutiva e rispondenti a uno stile galante.

### Trattati
La sua fama è tuttavia legata soprattutto al trattato di armonia La musica ragionata, edito a Vercelli da Giuseppe Panialis nel 1767. Si tratta di un’opera didattica in dodici capitoli in cui Testori compendia la trattatistica dei secoli XVII e XVIII, esponendo in forma di dialogo vivace ed arguto nozioni musicali. In questa e nelle opere successive (basate sulla teoria di Rameau) egli si pone come obiettivo di rendere più chiara e accessibile la complessa dottrina musicale. L’intera opera, scritta nell’arco di quindici anni, è costituita da:
La musica  ragionata espressa famigliarmente in dodici passeggiate a dialogo, Vercelli, Panialis, 1767
Primi rudimenti della musica e supplemento alla musica ragionata. Libro secondo, Vercelli, Panialis, 1771
Supplemento alla musica ragionata. Libro terzo, Vercelli, Panialis, 1773
L’arte di scrivere a otto reali e supplemento alla musica ragionata. Libro quarto, Vercelli, Panialis, 1782
Si segnala che la Regione Piemonte, in collaborazione con l’Assessorato alle Politiche Culturali del Comune di Vercelli, ha curato la ristampa anastatica de La musica ragionata e dei suoi supplementi sulla base di una ricerca storica di Guido Rimonda e Cristina Canziani (Associazione Camerata Ducale) che è stata pubblicata tra il 1998 e il 2001.